# Pablo Azar
Pablo Alberto Azar Olagaray (27 de julio de 1982 en Ciudad de México) es un actor y modelo mexicano.

## Trayectoria

### Telenovelas
- 2024 - Arelys Henao, aún queda mucho por cantar - Francisco “Pancho” Fernández [1]
- 2017 - La fan - Benicio Torres
- 2016 - Hasta que te conocí - Gabriel Aguilera
- 2014 - Reina de corazones - Juan José "Juanjo" García
- 2013 - Marido en alquiler - Rafael Álamo
- 2012 - Corazón valiente - Gustavo Ponte
- 2012 - El Talismán - José Armando Najéra
- 2010 - Aurora - César lobos
- 2010 - Sacrificio de mujer - Enzo Talamonti
- 2009 - Bella Calamidades - Renato Galeano
- 2008 - El juramento - Juan Pablo Robles Conde
- 2007 - Bajo las riendas del amor - Daniel Linares
- 2006 - Marina - Papalote
- 2005 - El cuerpo del deseo - Simón Domínguez
- 2004 - Soñarás - Tomás
- 2003 - Dos chicos de cuidado en la ciudad
- 2001 - Como en el cine - Arturo De La Riva
- 2000 - El amor no es como lo pintan - Conrado "Coco"

### Series
- 2019 - Henry Danger - Juantonio Cruceras[2]
- 2016 - Wrecked - Pablo
- 2012 - Lynch - El Chiqui Forlano
- 2005 - Decisiones - Samuel
- 2004 - La vida es una canción
- 2003 - Sin permiso de tus padres - Paco

### Cine
- 2022 - TQM - Marco[3]
- 2021 - Un silencio prolongado (corto) - Ben[4]
- 2019 - Así es la química - Pepe[5]
- 2019 - Contra corriente - Fabian[6]
- 2018 - Un nuevo Adiós (corto) - Pablo
- 2015 - Sueño en coma (corto) - Pablo
- 2014 - Reaching the sea (corto)

## Premios y reconocimientos
| Año  | Premio                | Categoría                      | Trabajos nominados | Resultados |
| ---- | --------------------- | ------------------------------ | ------------------ | ---------- |
| 2013 | Special Beauty Awards | Galán Juvenil de la televisión | Marido en alquiler | Ganador    |